# Wilhelm Reuterswärd (1907–1999)
Gustaf Wilhelm Reuterswärd, född den 1 augusti 1907 i Linköping, död den 18 januari 1999 i Stockholm, var en svensk militär. Han var son till Pontus Reuterswärd.

## Biografi
Reuterswärd blev fänrik vid Svea livgarde 1928 och löjtnant där 1931. Han var biträdande militärattaché i Paris 1932–1933 och tjänstgjorde vid svenska Saarbataljonen 1934–1935. Reuterswärd genomgick Krigshögskolan 1936–1938 och var lärare där 1941–1944. Han blev kapten i generalstaben 1941, vid Livregementets grenadjärer 1944 och major i generalstaben 1945. Efter befordran till överstelöjtnant 1949 var han stabschef i Första militärbefälsstaben 1949–1951. Han blev överadjutant och överste 1952, var chef för Infanteriets skjutskola 1951–1954, för Västernorrlands regemente 1954–1958 samt befälhavare vid Malmö försvarsområde 1963–1967 (tillförordnad från 1958). Han övergick till Södra militärområdets reserv 1967. Reuterswärd blev riddare av Svärdsorden 1946, kommendör av samma orden 1956 och kommendör av första klassen 1960. Han är begravd på Lovö skogskyrkogård.